# Tha Carter II
Tha Carter II è il quinto album del rapper statunitense Lil Wayne, pubblicato nel 2005 dall'etichetta Cash Money Records/Universal Records.

## Composizione
Venendo considerato il disco che ha marcato l’entrata ufficiale di Lil Wayne nel panorama mainstream della musica americana,  apparendo in brani come Gimme That di Chris Brown, e pubblicando il suo primo disco di imponente successo, Tha Carter II vede una vastità maggiore di produzioni rispetto ai lavori precedenti del rapper. L’album mostra sia brani più liberi schematicamente come Money on My Mind, sia brani rap strutturati, come Fireman, e un inedito lato più soft di Wayne, come in Grown Man e Shooter con Robin Thicke, dove le sue rappate sono adagiate su strumentali morbide con ritornelli R&B.

## Tracce
1. Tha Mobb – 5:21
2. Fly In – 2:23
3. Money On My Mind – 4:31
4. Fireman – 4:23
5. Mo Fire – 3:23
6. On Tha Block #1 (Skit) – 0:38
7. Best Rapper Alive – 4:53
8. Lock And Load- (feat. Kurupt) – 4:46
9. Oh No – 3:11
10. Grown Man (feat. Curren$y) – 4:06
11. On Tha Block #2 (Skit) – 0:25
12. Hit Em Up – 4:07
13. Carter II – 2:24
14. Hustler Musik – 5:03
15. Receipt – 3:48
16. Shooter (feat. Robin Thicke) – 4:35
17. Weezy Baby (feat. Nikki Kynard) – 4:18
18. On Tha Block #3 (Skit) – 0:13
19. I'm a Dboy (feat. Birdman) – 4:00
20. Feel Me – 3:48
21. Get Over (feat. Nikki Kynard) – 4:42
22. Fly Out – 2:25

## Classifiche
| Classifica (2005)                     | Posizione più alta |
| ------------------------------------- | ------------------ |
| U.S. Billboard 200                    | 2                  |
| U.S. Billboard Top R&B/Hip-Hop Albums | 1                  |
| U.S. Billboard Top Rap Albums         | 1                  |
| Billboard Canadian Albums             | 26                 |